# Flaga stanowa Iowa
Flaga stanowa Iowa – odmiana francuskiej Tricolore upamiętnia związki z Francją przed zakupem kolonii Luizjany przez USA. Bielik amerykański świadczy o tym, że Iowa jest częścią Unii. Dewiza na wstędze brzmi: Cenimy nasze swobody i nasze prawa utrzymamy. 
Ustanowiona 29 marca 1921. Proporcje 3:4